# Историја Таџикистана
Историја Таџикистана се позива на Саманидско царство (819–999). Таџикистански народ је дошао под руску власт 1860-их. Побуна Басмачија избила је након руске револуције 1917. и угушена је почетком 1920-их током Руског грађанског рата. Године 1924. Таџикистан је постао аутономна совјетска социјалистичка република Совјетског Савеза, Таџичка АССР, у саставу Узбечке ССР. Године 1929. Таџикистан је постао једна од саставних република Совјетског Савеза, Таџичка Совјетска Социјалистичка Република, и тај статус је задржао до стицања независности 1991. након распада Совјетског Савеза.
Од тада је доживео три промене у влади и грађански рат у Таџикистану. Мировни споразум између ривалских фракција потписан је 1997. године.

## Антика (600. п. н. е. – 710 н.е.)
Таџикистан се на северу граничио са скито-сибирским светом у античко доба. Согдијана, Бактрија, Мерв и Хорезм су биле четири главне области древне Централне Азије које су насељавали преци данашњих таџикистанских Таџика. Таџици се сада налазе само у историјској Бактрији и Согдијани. Мерв насељавају Туркомани, а Хорезм Узбеци и Казаси. Согдијану су чиниле долине река Зеравшан и Кашка-Дарија. Тренутно, два од преживелих народа Согдијане који говоре дијалект согдијског језика су Јагноби и Шугнани.
Таџикистан је био део археолошког комплекса Бактрија-Маргијана у бронзаном добу, кандидат за прото-индоиранску или протоиранску културу. Бактрија се налазила у северном Авганистану (данашњи авганистански Туркестан) између планинског ланца Хиндукуша и реке Аму Дарја (Оксус) и неких области садашњег јужног Таџикистана. Током различитих периода, Бактрија је била центар разних краљевстава или империја, и вероватно је место где је зороастризам настао. „Авеста“ — света књига зороастризма — написана је на старобактријском дијалекту; сматра се и да је Зороастер највероватније рођен у Бактрији.
Неки аутори такође сугеришу да су у 7. и 6. веку пре нове ере делови модерног Таџикистана, укључујући територије у долини Зеравшан, чинили део Камбојаса, који се у епу Махабхарата помињао као Парама Камбоја, пре него што је постао део Ахеменидског царства. Лингвистички докази, у комбинацији са древним литерарним и натписним доказима, сугеришу да су Камбојаси првобитно емигрирали из Централне Азије.</ref>Linguistic evidence, combined with ancient literary and inscriptional evidence suggests the Kambojas originally emigrated from Central Asia.

### Ахеменидски период (550. п. н. е. – 329. п. н. е.)
Током Ахеменидског периода, Согдијана и Бактрија су биле део Ахеменидског царства. Согдијанци и Бактријанци су заузимали важне положаје у администрацији и војсци Ахеменидског царства.

### Хеленистички период (329. п. н. е. – 90. п. н. е.)
Након што је Ахеменидско царство поразио Александар Велики, Бактрија, Согдијана и Мерв, као део Персијског царства, морали су да се бране од нових освајача. У ствари, Македонци су се суочили са веома јаким отпором под вођством согдијског владара Спитамена. Александар Велики је успео да се ожени Роксаном, ћерком локалног владара, и наследи његову земљу. Након Александрове кратке окупације, хеленистичке државе наследнице Селеукида и Грко-Бактријаца контролисале су ово подручје још 200 година у ономе што је познато као Грчко-бактријско краљевство. Током временског периода од 90. п. н. е. до 30. п. н. е., Јуеџији су уништили последње хеленистичке државе наследнице и, заједно са Тохарцима (са којима су били у блиском сродству) створили Кушанско царство око 30. године нове ере.

### Кушанско царство (30. п. н. е. – 410. не)
Још 400 година, до 410. године нове ере, Кушанско царство је било главна сила у региону заједно са Римским царством, Партским царством и Хан Кином. Значајан контакт са локалним народима остварен је када су изасланици династије Хан допутовали на ове просторе у 2. веку пре нове ере. На крају Кушанског периода, Царство је постало много мање и морало је да се брани од моћног Сасанидског царства које је заменило Партско царство. Чувени кушански краљ Канишка промовисао је будизам и за то време будизам је извезен из централне Азије у Кину.

### Сасаниди, Хефталити и Плави Туркијци (224–710)
Сасаниди су некада контролисали већи део данашњег Таџикистана, али су изгубили територију од Хефталита (вероватно и иранског порекла) за време Пероза I.
Они су створили моћну империју која је успела да од Ирана направи трибутарну државу око 483–485. Перзијски шах Пероз је водио три рата са Хефталитима. Током првог рата заробила га је хефталитска војска, а касније је пуштен након што је византијски цар платио откуп за њега. Током другог рата Пероз је поново заробљен и пуштен након што је платио огроман допринос краљу Хефталита. Током трећег рата Пероз је убијен. Хефталити су потчињени 565. комбинацијом Сасанидских и гоктуркијских снага. Касније су садашњим Таџикистаном владали Плави Туркијци и Сасаниди, међутим када је Сасанидско царство пало, Турци су задржали контролу над Таџикистаном, али су га касније изгубили од династије Танг. Међутим, касније су успели да поново преузму контролу над Таџикистаном, само да би га изгубили пред Арапима 710. године.

## Средњовековна историја (710–1506)

### Арапски калифат (710–867)
Трансоксијанске кнежевине никада нису формирале одрживу конфедерацију. Почевши од 651. године, Арапи су организовали периодичне пљачкашке нападе дубоко у територију Трансоксаније, али тек када је Ибн Кутајба постављен за гувернера Хорасана 705. године, за време владавине Валида I, калифат је усвојио политику анексије земље иза Оксуса. 715. године задатак анексије је извршен. Читав регион је тако дошао под контролу калифа и ислама, али су Арапи наставили да владају преко локалних согдијских краљева и дихкана. Успон Абасида да владају калифатом (750–1258) отворио је нову еру у историји Централне Азије. Док су њихови претходници Омејади (661–750) били само вође лабаве конфедерације арапских племена, Абасиди су кренули да изграде огромну мултиетничку централизовану државу која би опонашала и усавршила сасанидску владину машину. Они су Блиском истоку и Трансоксијани дали јединство, које им је недостајало још од времена Александра Великог.

### Саманидско царство (819–999)
Династија Саманида је владала (819–1005) у Хорасану (укључујући источни Иран и Трансоксијану), а основао ју је Саман Худа. Саманиди су били једна од првих чисто аутохтоних династија која је владала у Персији након муслиманског арапског освајања. Током владавине (892–907) праунука Самана Худе, Исмаила I (познатог као Исмаил Самани), Саманиди су се проширили у Хорасану. Године 900. Исмаил је победио Сафариде у Хорасану (област садашњег северозападног Авганистана и североисточног Ирана), док је његов брат био гувернер Трансоксијане. Тако је владавина Саманида била призната над комбинованим регионима. Градови Бухара (главни град Саманида) и Самарканд постали су центри уметности, науке и књижевности; индустрије су укључивале израду грнчарије и ливење бронзе. После 950. године, моћ Саманида је ослабила, али је накратко ревитализована под Нухом II, који је владао од 976. до 997. године. Међутим, са надолазећим нападом муслиманских Туркијаца, Саманиди су изгубили своје области јужно од реке Оксус које су заузели Газнавиди. 999. године, Бухару су заузели Караханиди. Саманид Исмаил Мунтасир (умро 1005.) покушао је да обнови династију (1000–1005), све док га није убио поглавица арапских бедуина.
Напад Караханидских Турака окончао је династију Саманида 999. године и доминација у Трансоксијани је прешла на турске владаре.

### Караханиди (999–1211) и Хорезмшахови (1211–1218)
Након пропасти династије Саманида, Централна Азија је постала бојно поље многих азијских освајача који су дошли са североистока.

### Монголска владавина (1218–1370)
Монголско царство је прохујало кроз Централну Азију, напало Хорезмијску империју и опљачкало градове Бухару и Самарканд, пљачкајући и масакрирајући људе свуда.

### Тимуридско царство (1370–1506)
Тимур, оснивач Тимуридског царства, рођен је 8. априла 1336. у Кешу код Самарканда. Био је члан туркизованог племена Барлас, монголске подгрупе која се населила у Трансоксијани након што је учествовала у походима Џингис-кановог сина Чагатаја у том региону. Тимур је започео свој живот као вођа разбојника. Током овог периода добио је рану од стреле у ногу, због чега је добио надимак Тимур-е Ланг (на дарију) или Тимур Хроми. Иако је последњи тимуридски владар Херата, Бади аз Заман коначно пао од војске узбечког Мухамеда Шајбанија кана 1506. године, тимуридски владар Фергане, Захир-уд-Дин Бабур, преживео је распад династије и поново успоставио Тимуридску династију у Индији 1526. где су постали познати као Могули.

## Рана модерна историја (1506–1868)

### Туркијска владавина (1506–1598)
Држава Шајбанида била је подељена на апанаже између свих мушких чланова (султана) династије, који би одредили врховног владара (кана), најстаријег члана клана. Седиште Кана је прво био Самарканд, главни град Тимурида, али су неки од канова радије остали у својим ранијим апанажама. Тако је Бухара по први пут постала седиште хана под Убаид Алах каном (владао 1533–1539).
Период политичке експанзије и економског просперитета био је краткотрајан. Убрзо након смрти Абд Алах Кана, династија Шајбанида је изумрла и замењена је династијом Јанид или Астраханид (Аштарханид), још једном огранком потомака Јочија, чији је оснивач Јани Кан био у сродству са Абдулах Каном кроз његов брак са сестром Абдулах Кана. За Астраханиде се такође каже да су повезани са Хашемитима због статуса имама Кули Кана као сејида. Њихови потомци данас живе у Индији. Године 1709. источни део Бухарског каната се отцепио и формирао канат Коканд. Тако је источни део садашњег Таџикистана прешао у Кокандски канат, док је западни део остао у саставу Бухарског каната.

### Владавина Ирана и Бухаре (1740–1868)
Године 1740. Јанидски канат је освојио Надер шах, афшаридски владар Ирана. Јанидски кан Абу ал Фаиз је задржао свој престо, поставши Надиров вазал.
После смрти Надер шаха 1747. године, поглавица племена Мангит, Мухамед Рахим Би Азалик, победио је своје ривале из других племена и учврстио своју власт у канату Бухара. Његов наследник је, међутим, владао у име марионетских канова џанидског порекла. 1785. Шах Мурад је формализовао династичку владавину породице (династија Мангит), а канат је постао Емират Бухара.

## Руска Империја (1868–1920)
Руски империјализам је довео до освајања Централне Азије од стране Руске Империје током царске ере касног 19. века. Између 1864. и 1885. Русија је постепено преузела контролу над читавом територијом руског Туркестана, чији је део у Таџикистану био под контролом Бухарског емирата и Кокандског каната (од данашње границе са Казахстаном на северу до Каспијског мора на западу и граница са Авганистаном на југу). Ташкент је освојен 1865. године, а 1867. године створено је Туркестанско генерал-гувернерство са Константином Петровичем фон Кауфманом као првим генерал-гувернером.
Експанзија је била мотивисана економским интересима Русије и била је повезана са Америчким грађанским ратом почетком 1860-их, који је озбиљно прекинуо снабдевање памучним влакнима руској индустрији и приморао Русију да се окрене и Централној Азији као алтернативном извору снабдевања памуком, али и као тржиште за руску робу. Руски режим је 1870-их покушао да пребаци узгој у региону са жита на памук (стратегија коју су касније копирали и проширили Совјети).). До 1885. територијом Таџикистана је или владала Руска империја или њена вазална држава, Емират Бухара, али Таџикистанци су осећали мали руски утицај.
Руско царство, као много већа држава са огромном популацијом и напредном војском, имало је мало потешкоћа у освајању региона насељених Таџицима, наилазећи на жесток отпор само код Џизака, Ура-Тјубеа и када је њихов гарнизон у Самарканду био опкољен 1868. снагама из Шахрисаба и становника града. Војска Емирата Бухара је потпуно поражена у три битке, а 18. јуна 1868. емир Мозафар ал-Дин (р. 1860–1885) потписао је мировни уговор са генерал-гувернером руског Туркестана фон Кауфманом. Самарканд и Горњи Зеравшан су припојени Русији и земља је отворена за руске трговце. Емир је задржао свој престо као вазал Русије и уз руску помоћ је успоставио контролу над Шахрисабом, планинским областима у горњој Зеравшанској долини (1870) и кнежевинама западног Памира (1895).
Током касног 19. века џадидисти су се успоставили као исламски друштвени покрет широм региона. Иако су џадидисти били за модернизацију и нису нужно били антируски настројени, Руси су на покрет гледали као на претњу. Руске трупе су морале да успоставе ред током устанака против Кокандског каната између 1910. и 1913. године. До даљег насиља дошло је у јулу 1916. када су демонстранти напали руске војнике у Хујанду због претње присилном регрутацијом током Првог светског рата. Упркос томе што су руске трупе брзо вратиле Хујанд под контролом, сукоби су настављени током целе године на различитим локацијама у Таџикистану.
Као последица присилних регрутација 1916. године избила је Басмачи побуна против руске царске власти, а која се наставила и против совјетске власти након Октобарске револуције 1917. као герилски покрет широм Централне Азије. До 1923. опсежне кампање Црвене армије нанеле су Басмачима много пораза. После великих кампања Црвене армије и уступака у погледу економских и исламских пракси средином 1920-их, подршка народа Басмачијима је опала.
Крајем августа 1920. године совјетске трупе су збациле последњег емира Сејида Алима Кана. Дана 6. октобра 1920. емират је укинут и проглашена је Бухарска Народна Совјетска Република.

## Совјетски период (1920–1991)
Године 1924. формирана је Таџичка Аутономна Совјетска Социјалистичка Република као део Узбекистана, али када су националне границе повучене 1928. (током административног разграничења) древни узбекистански градови Бухара и Самарканд стављени су ван Таџичке ССР. Као грађани новоосноване Узбечке ССР, многи Таџици су били под притиском да се прилагоде свом новоприписаном „узбечком“ идентитету, а под претњом изгнанства, многи су били приморани да промене свој идентитет и потпишу се у пасоше као „Узбеци“. Таџичке школе су затворене, а Таџици нису постављани на руководеће позиције само због своје етничке припадности.
Осувремењивање привреде створило је услове за реформирање Таџичке АССР, па је тако 5. децембра 1929. године проглашена Таџичка Совјетска Социјалистичка Република. Први устав Таџичке ССР обзнањен је 24. фебруара 1931. године.
Између 1927. и 1934. године дошло је до колективизације пољопривреде и брзог ширења производње памука, посебно у јужном региону. Совјетска политика колективизације донела је насиље над сељацима и дошло је до присилног пресељења широм Таџикистана. Сходно томе, неки сељаци су се борили против колективизације и оживели покрет Басмачи. У то време се десио и неки индустријски развој мањег обима заједно са проширењем инфраструктуре за наводњавање.
Два круга совјетских чистки у режији Москве (1927–1934 и 1937–1938) довела су до протеривања скоро 10.000 људи, са свих нивоа Комунистичке партије Таџикистана. Етнички Руси су послати да замене оне који су искључени, а потом су Руси доминирали на страначким позицијама на свим нивоима, укључујући и највишу позицију првог секретара. Између 1926. и 1959. године удео Руса међу становништвом Таџикистана порастао је са мање од 1% на 13%. Бобојон Гафуров, први секретар Таџикистанске Комунистичке партије Таџикистана од 1946. до 1956. био је једини таџички политичар од значаја ван земље током совјетске ере. На функцији су га пратили Турсун Уљабајев (1956–1961), Јабор Расулов (1961–1982) и Рахмон Набијев (1982–1985, 1991–1992).
Таџици су почели да се регрутују у Црвену армију 1939. године, а током Другог светског рата око 260.000 Таџика се борило против нацистичке Немачке, Финске и Јапана. Између 60.000 (4%) и 120.000 (8%) од 1.530.000 грађана Таџикистана погинуло је током Другог светског рата. Четрдесет и девет Таџика проглашено је Херојима Совјетског Савеза.
После рата и Стаљинове владавине учињени су покушаји даљег ширења пољопривреде и индустрије Таџикистана. Током 1957–1958, кампања Никите Хрушчова за Девичанска поља усмерила је пажњу на Таџикистан, где су услови живота, образовање и индустрија заостајали за другим совјетским републикама.
Након рата је уследио и развој научних и образовних институција. Од 1951. почиње активност Академије наука Таџикистанске ССР, чији је први председник био Садридин Аини (1951-1954). Од 1959. започето је емитовање Таџикистанске државне телевизије. Године 1961. почиње изградња хидроелектране Норак, а 1972—1979. пуштено је у рад 9 блокова хидроелектране. Од 1975. почиње производња алуминијума у Таџикистанској топионици алуминијума у Турсунзадеу.
Осамдесетих година 20. века, Таџикистан је имао најнижу стопу штедње домаћинстава у СССР-у, најнижи проценат домаћинстава у две групе са највећим приходом по глави становника, и најнижу стопу дипломираних универзитета на 1000 људи.
Животни стандард је био поткопан током мандата Кахара Махкамова као првог секретара Комунистичке партије Таџикистана од 1985. Махкамовљев покушај маркетизације таџикистанске привреде погоршао је лоше услове живота и незапосленост. Уочи совјетског колапса Таџикистан је патио од опадања економије и нејасних изгледа за опоравак. Политика отворености коју је покренуо Михаил Горбачов пружила је незадовољним Таџицима прилику да изразе своје притужбе. Године 1991. Совјетски Савез се распао, а Таџикистан је прогласио независност.

## Република Таџикистан (након 1991)
Таџикистанска Совјетска Социјалистичка Република  била је међу последњим републикама Совјетског Савеза које су прогласиле своју независност. Дана 9. септембра 1991, након распада Савеза Совјетских Социјалистичких Република, Таџикистан је прогласио независност. Током овог времена, употреба таџичког језика, званичног језика Таџикистанске ССР поред руског, све је више промовисана. Етнички Руси, који су имали многе руководеће положаје, изгубили су велики део свог утицаја и све више Таџика је постало политички активно.
Нација је скоро одмах запала у грађански рат који је укључивао различите фракције које су се међусобно бориле; ове фракције су се често одликовале лојалношћу клану. Немуслиманско становништво, посебно Руси и Јевреји, побегло је из земље у то време због прогона, повећаног сиромаштва и бољих економских могућности на Западу или у другим бившим совјетским републикама.
Емомали Рахмон је дошао на власт 1994. године и наставља да влада до данас. Етничко чишћење је било контроверзно током грађанског рата у Таџикистану. До краја рата Таџикистан је био у стању потпуне девастације. Процењује се да је мртвих било преко 100.000. Око 1,2 милиона људи биле су избеглице унутар и ван земље. 1997. године постигнут је прекид ватре између Рахмона и опозиционих партија (Уједињена таџикистанска опозиција).
Мирни избори одржани су 1999. године, али их је опозиција пријавила као неправедне, а Рахмон је поново изабран скоро једногласно. Руске трупе су биле стациониране у јужном Таџикистану, како би чувале границу са Авганистаном, до лета 2005. године. Од напада 11. септембра 2001. године у земљи су такође биле стациониране америчке, индијске и француске трупе.
У октобру 2020, председник Емомали Рахмон је поново изабран за наредни седмогодишњи период са 90 одсто гласова, након строго контролисаних и углавном церемонијалних избора.